# Aston Martin Vantage (2005)
Aston Martin Vantage – samochód sportowy klasy średniej produkowany pod brytyjską marką Aston Martin od 2005 roku. Od 2018 roku produkowana jest druga generacja modelu.

## Pierwsza generacja

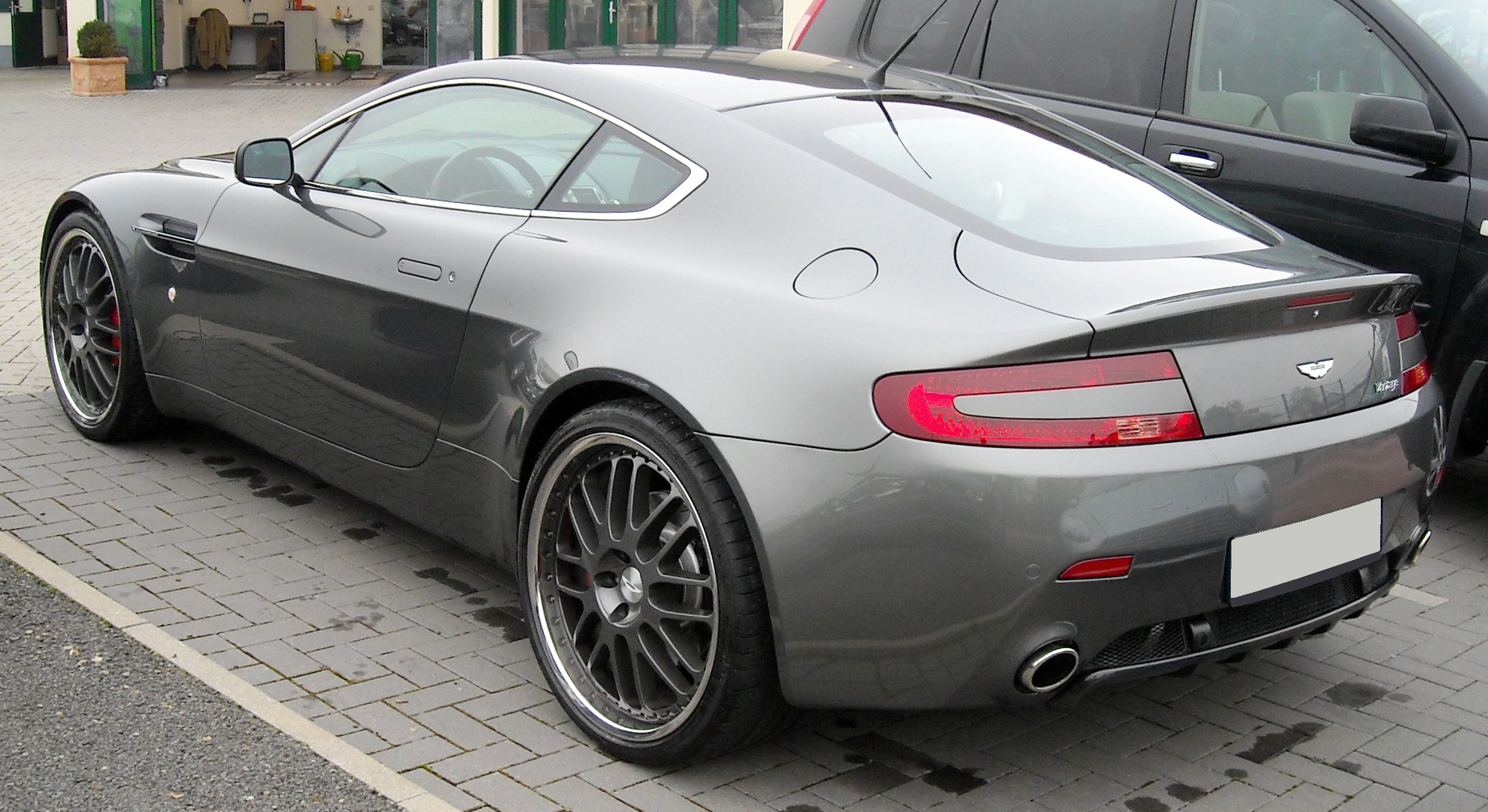
Aston Martin V8 Vantage I - tył

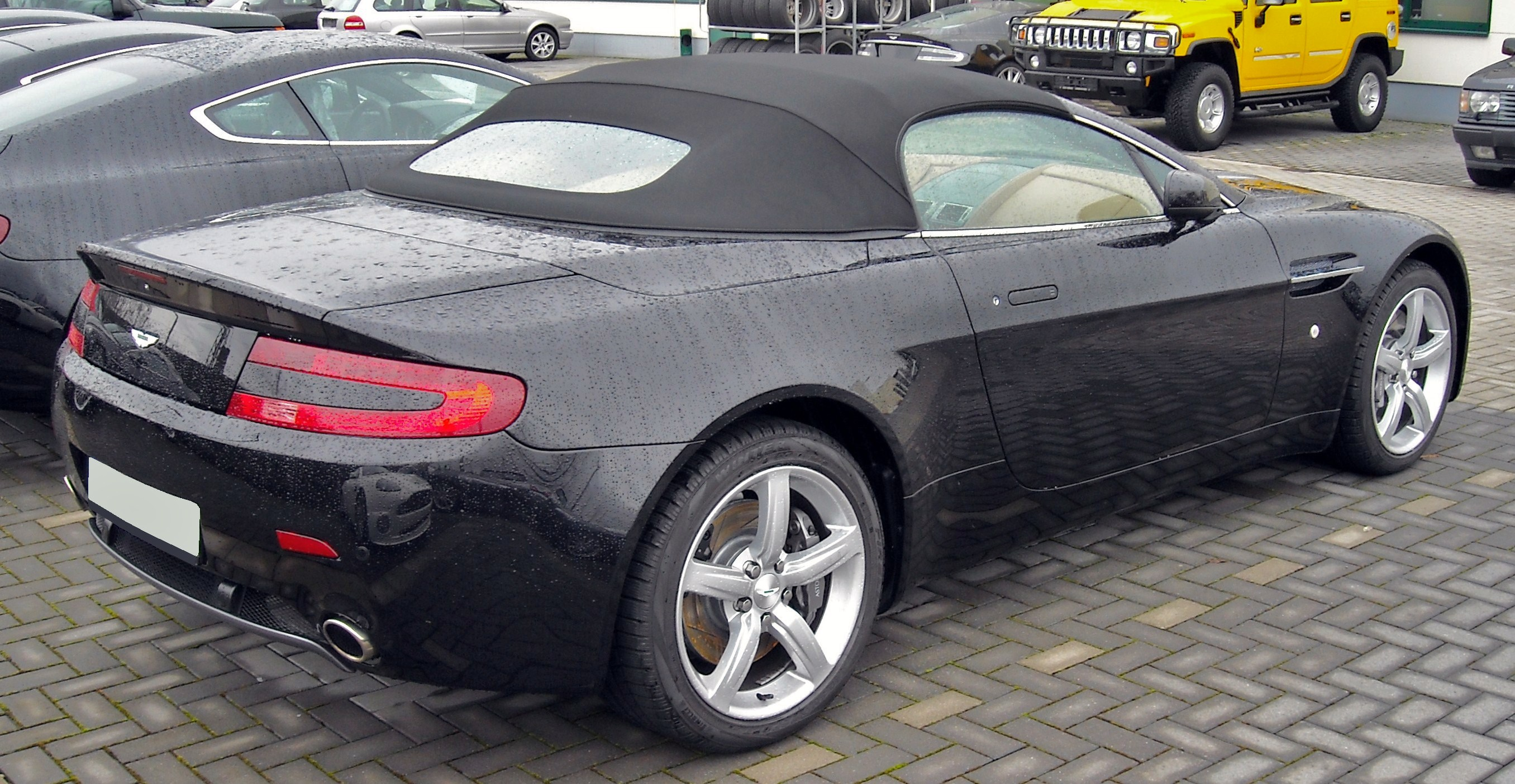
Aston Martin V8 Vantage I Roadster

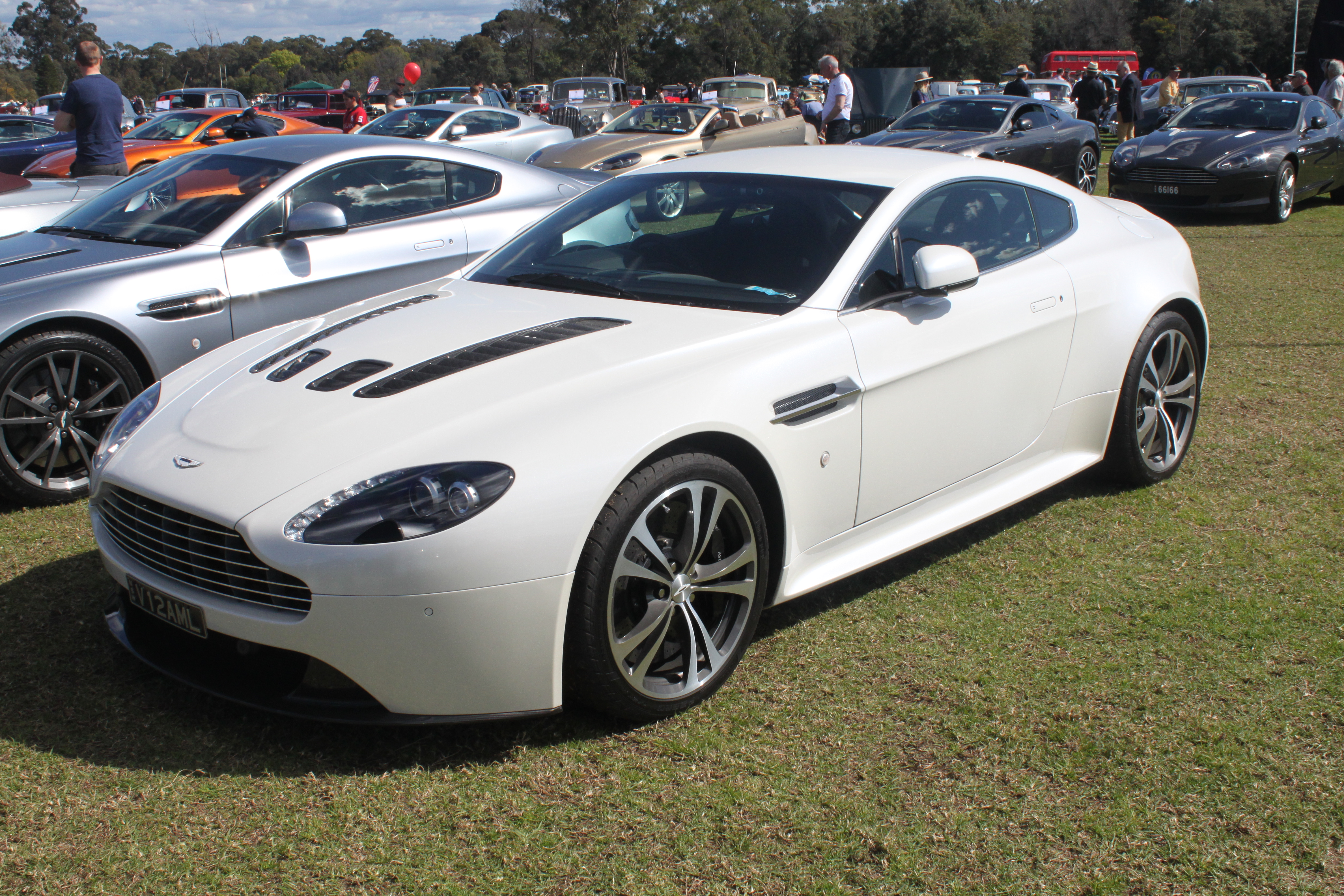
Aston Martin V12 Vantage

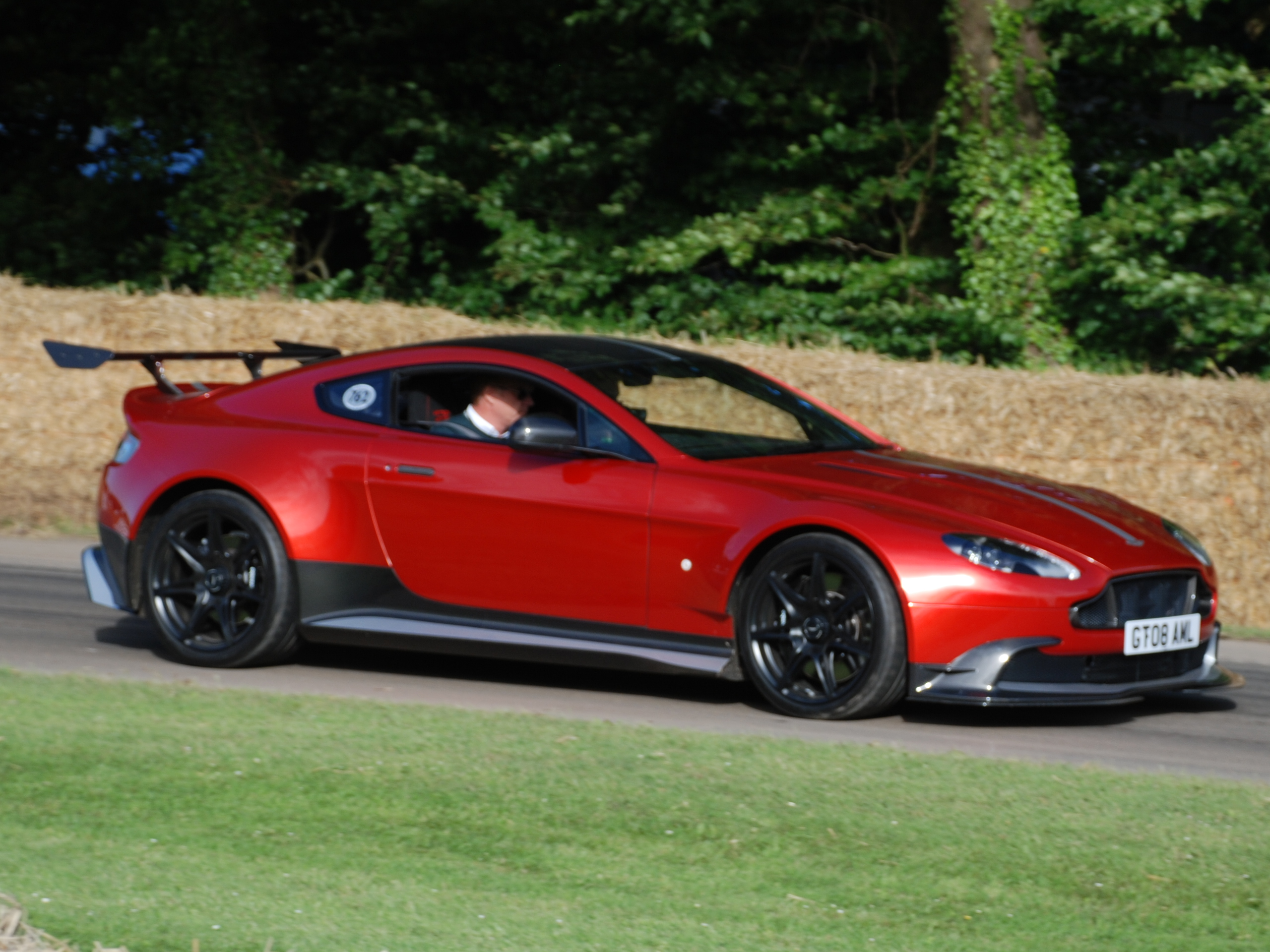
Aston Martin Vantage GT8

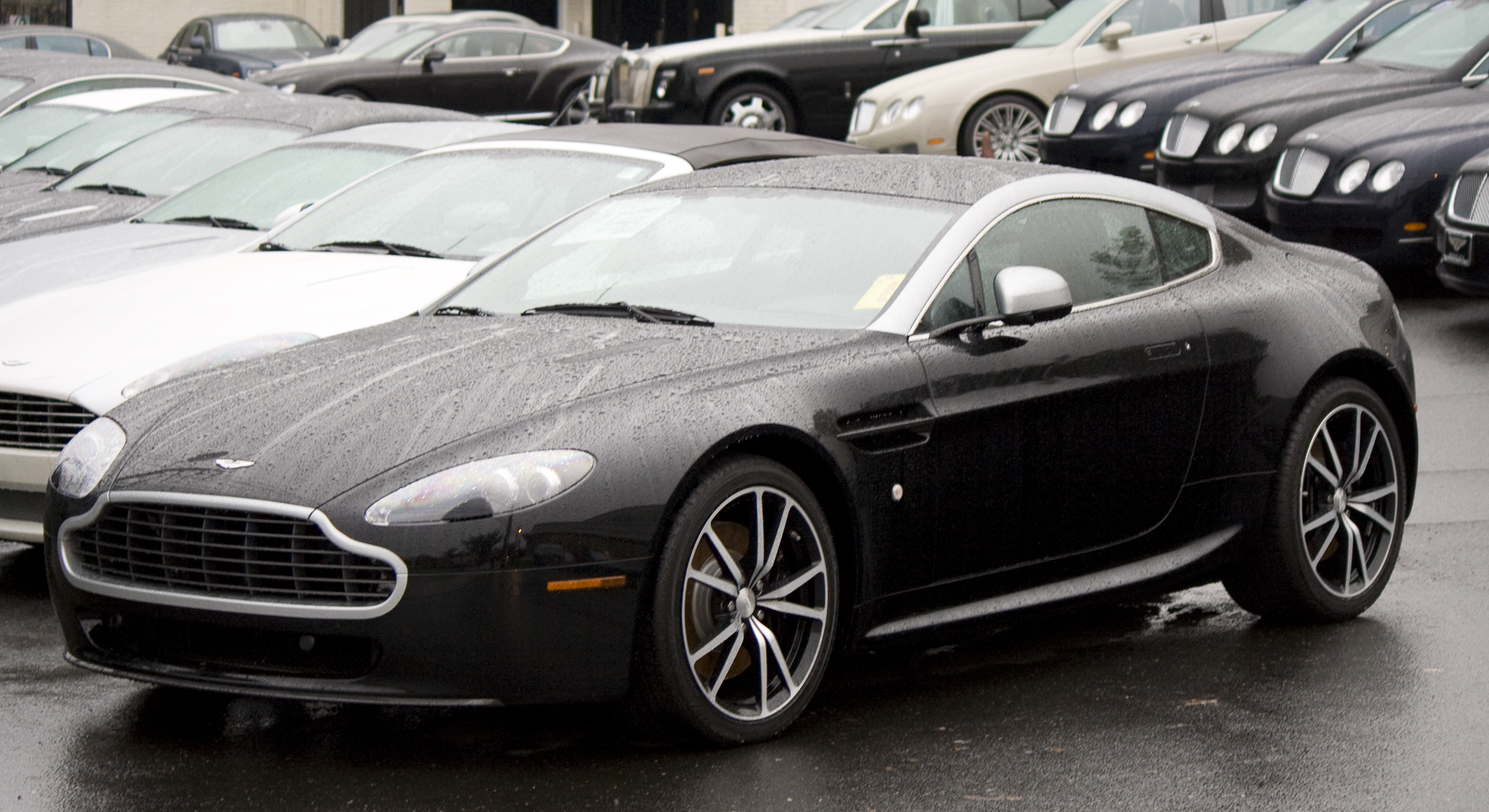
Aston Martin Vantage N420

Aston Martin Vantage I został zaprezentowany po raz pierwszy w 2005 roku.
Studyjną zapowiedzią był przedstawiony w 2003 roku na Detroit Motor Show prototyp Aston Martin AMV8 Vantage. Model produkcyjny został zaprezentowany w marcu 2005 na Salon International de l'Auto w Genewie.
V8 Vantage jest drugim wozem wykorzystującym technologię spiekania ramy VH Platform (Vertical – Horizontal). Jest to samochód dwuosobowy wyposażony w silnik V8 4,3 litra z suchą miską olejową. Napęd przenoszony jest poprzez sześciobiegową manualną skrzynię Graziano. Od roku 2009 pojemność silnika powiększono do 4,7 l, moc wzrosła do 313kW/426 KM.  Dzięki umieszczeniu skrzyni biegów przy tylnej osi w układzie Transaxle, tzw. "baby Aston" uzyskał prawie idealny rozkład masy 51:49.
Sportshift Transmission jest to innowacja jaką wprowadził brytyjski producent do V8 Vantage. Prezentacja odbyła się na salonie samochodowym w Paryżu w 2006 roku. Jest to dotychczasowa manualna skrzynia biegów Graziano, obsługiwana za pomocą wykonanych z magnezu łopatek umieszczonych za kierownicą. Dzięki takim rozwiązania konstrukcyjnym czas zamiany biegów trzykrotnie się skrócił, do zaledwie 200 milisekund. Pierwsze dostawy do odbiorców nastąpiły wiosną 2007 roku. W 2017 roku do sprzedaży Aston Martin wprowadzi nową generację modeli V8 i V12 Vantage z silnikami Mercedes-AMG o pojemności 4.0 i 5.2 BiTurbo o mocach 410 i 620 KM.

### V8 Vantage Roadster
29 listopada 2006 roku w Los Angeles przedstawiono odmianę z otwartym dachem. Masa samochodu wzrosła o 80 kg, w porównaniu z wersją o twardym dachu. Elektryczny dach składa i otwiera się w około 18 sekund. Pojemność bagażnika wynosi 144 litrów.

### V12 Vantage
Na salonie samochodowym w Genewie w 2009 roku przedstawiono topową odmianę V12 Vantage. Wyposażony w benzynowy, wolnossący, widlasty, silnik V12 o pojemności 5,9 litra, mocy 517 koni mechanicznych i momencie obrotowym wynoszącym 570 niutonometrów. Auto rozpędza się do 100 km/h w czasie 4,2 s i osiąga prędkość maksymalną wynoszącą 305 km/h.

### Dane techniczne (V8 Vantage 4.3)
- V8 4,3 l (4280 cm³), 4 zawory na cylinder, DOHC
- Układ zasilania: wtrysk
- Średnica cylindra × skok tłoka: 89,00 mm × 86,00 mm
- Stopień sprężania: 11,3:1
- Moc maksymalna: 385 KM (283 kW) przy 7000 obr./min
- Maksymalny moment obrotowy: 410 N•m przy 5000 obr./min
- Maksymalna prędkość obrotowa silnika: 7300 obr./min
- Przyspieszenie 0-80 km/h: 3,8 s
- Przyspieszenie 0-100 km/h: 5,0 s
- Przyspieszenie 0-160 km/h: 11,5 s
- Czas przejazdu pierwszych 400 m: 13,5 s
- Czas przejazdu pierwszego kilometra: 24,4 s
- Prędkość maksymalna: 280 km/h
- Średnie zużycie paliwa: 17,2 l / 100 km

### Dane techniczne (V8 Vantage 4.7)
- V8 4,7 l (4735 cm³), 4 zawory na cylinder, DOHC
- Układ zasilania: wtrysk
- Średnica cylindra × skok tłoka: 91,00 mm × 91,00 mm
- Stopień sprężania: b/d
- Moc maksymalna: 426 KM (313 kW) przy 7000 obr./min
- Maksymalny moment obrotowy: 470 N•m przy 5750 obr./min
- Przyspieszenie 0-100 km/h: 4,7 s
- Prędkość maksymalna: 290 km/h
- Średnie zużycie paliwa: 13,9 l / 100 km

### Dane techniczne (V8 Vantage Roadster)
- Silnik – typ/ cylindry/ zawory Benz. V8/ 32
- Pojemność skokowa (cm³)                   4300
- Moc maksymalna (KM/obr./min)          380/ 7000
- Prędkość maksymalna (km/h)                280
- Skrzynia biegów                  6-biegowa, manualna /Tiptronic
- Przyspieszenie 0 – 100 km/h (manualna/ automatyczna) 5,0
- Pojemność zbiornika paliwa (l)            77
- Hamulce przód                             VeDisc 355mm
- Hamulce tył                               VeDisc 300mm

### Dane techniczne (V12 Vantage)
- V12 5,9 l (5935 cm³), 4 zawory na cylinder, DOHC
- Układ zasilania: wtrysk EFi
- Średnica cylindra × skok tłoka: 89,00 mm × 79,50 mm
- Stopień sprężania: 10,9:1
- Moc maksymalna: 517 KM (380 kW) przy 6500 obr./min
- Maksymalny moment obrotowy: 570 N•m przy 5750 obr./min
- Przyspieszenie 0-100 km/h: 4,2 s
- Prędkość maksymalna: 305 km/h
- Średnie zużycie paliwa: 16,4 l / 100 km

## Druga generacja

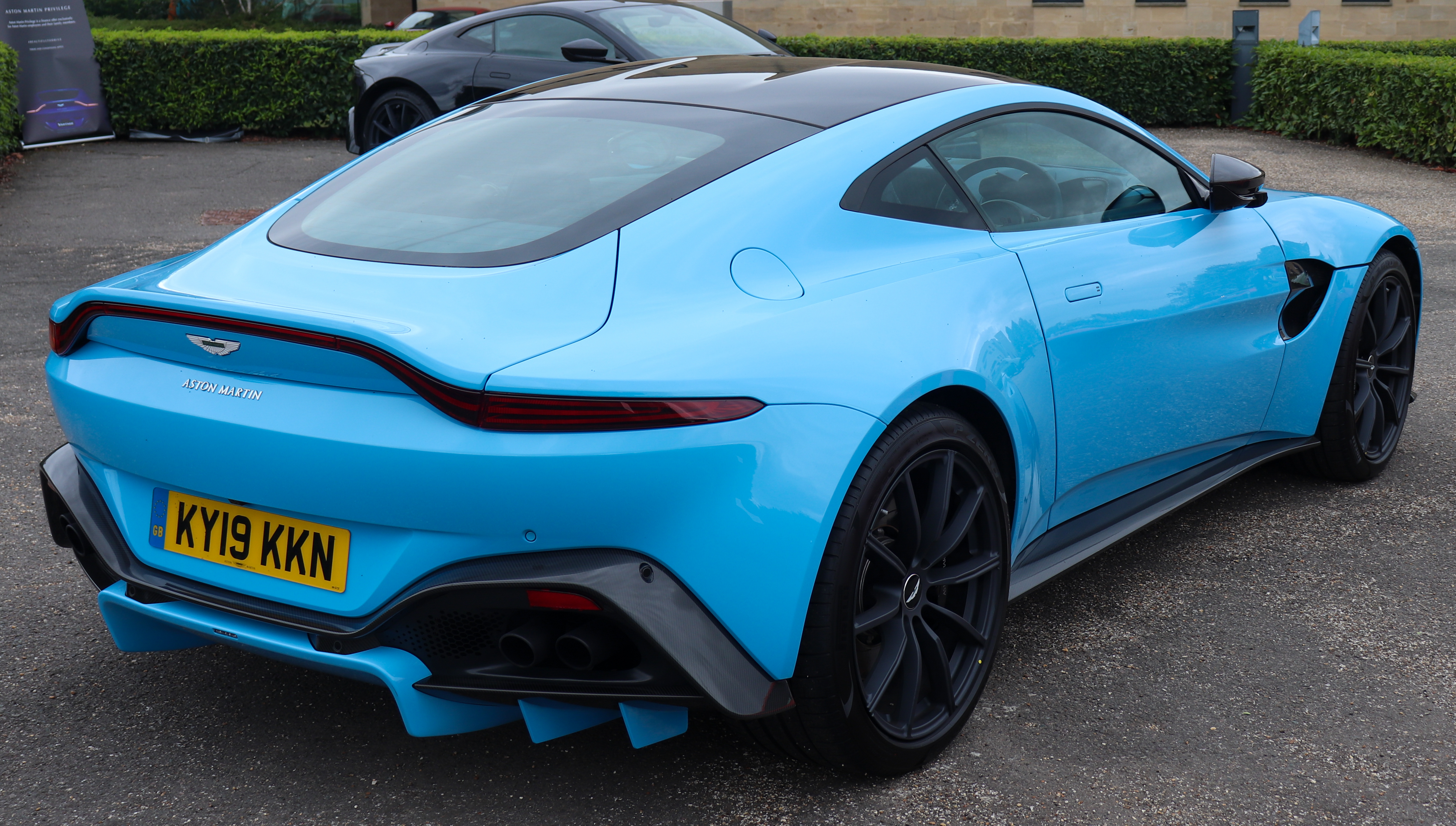
Aston Martin V8 Vantage II - tył

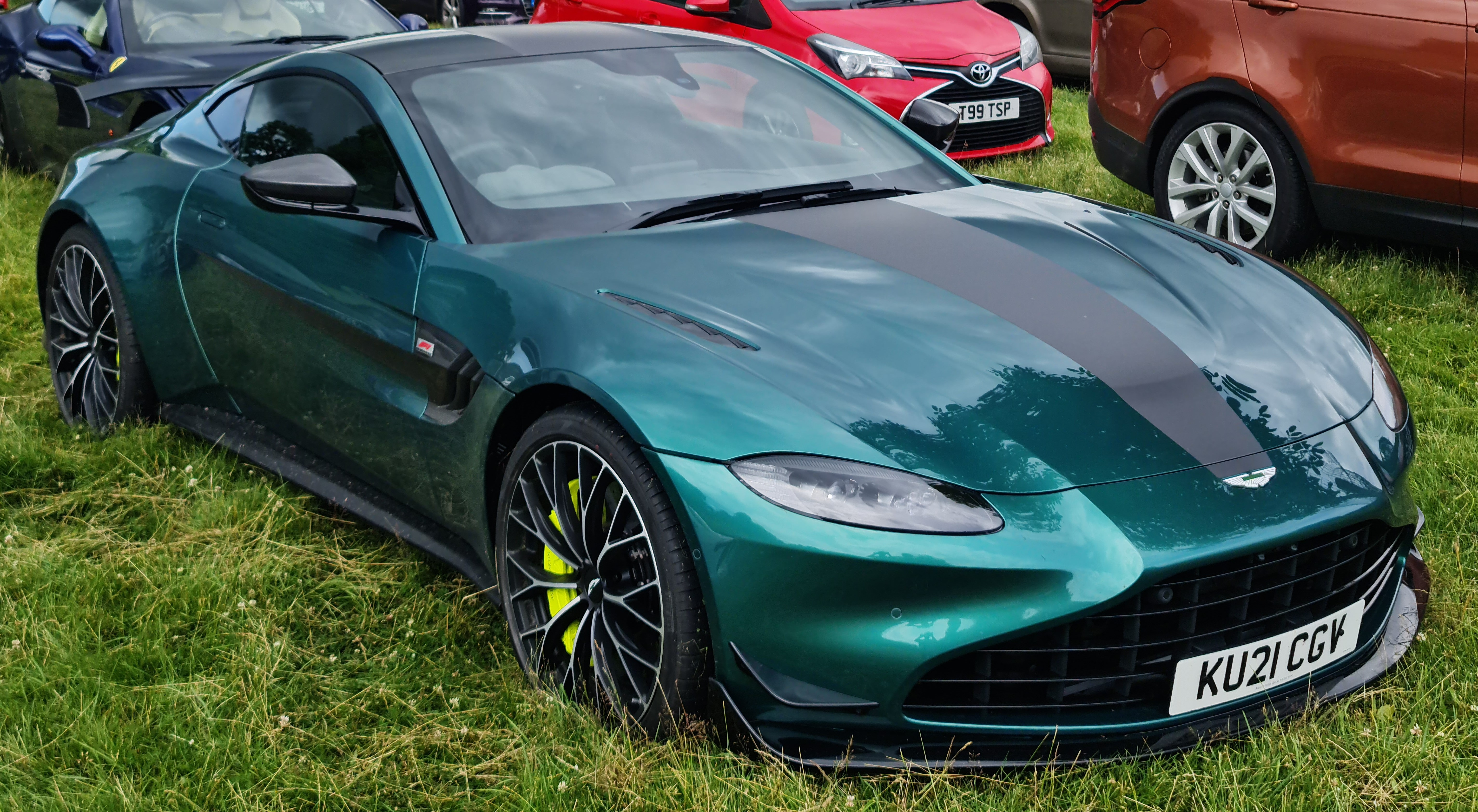
Aston Martin V8 Vantage II F1 Edition

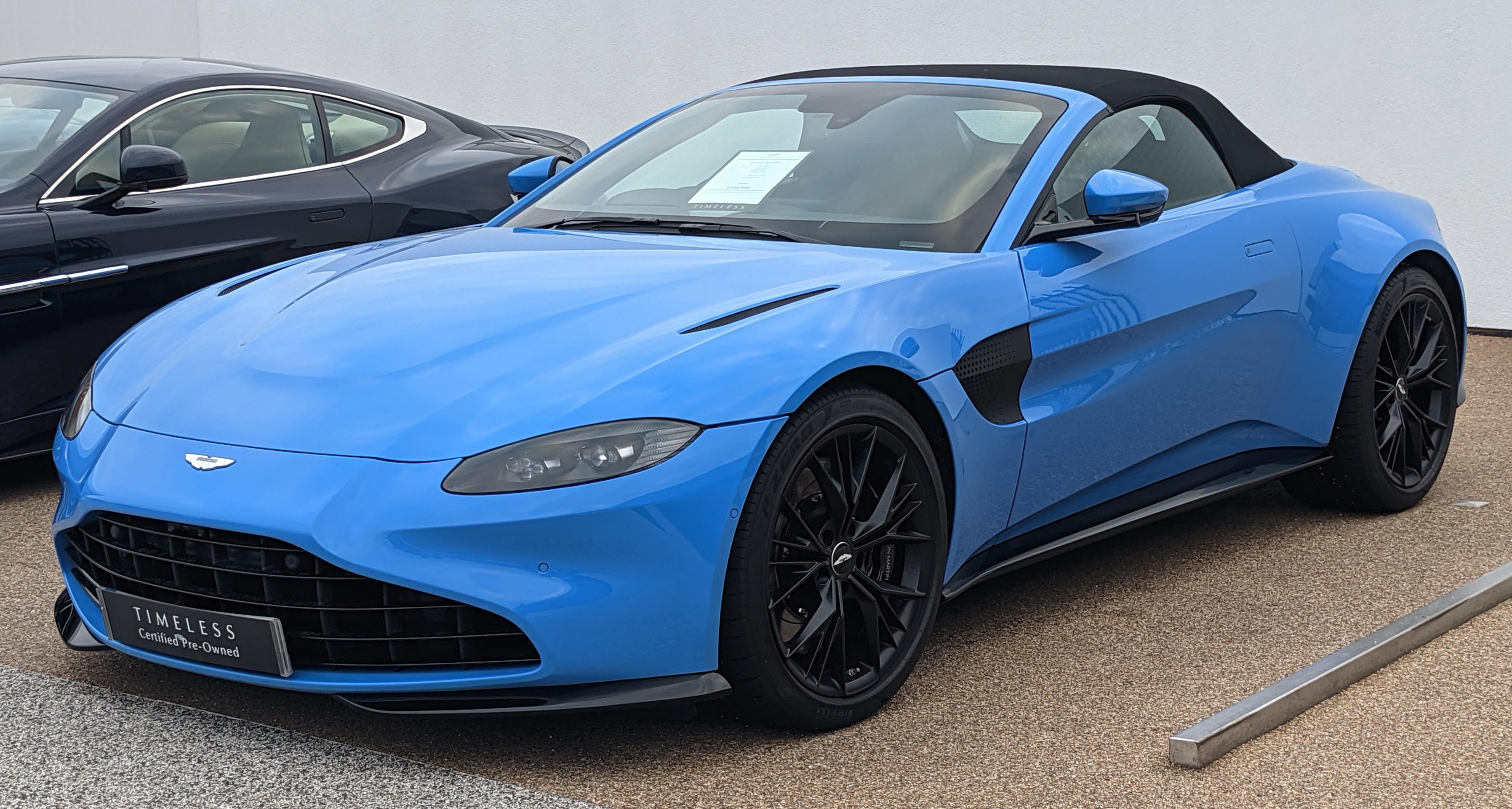
Aston Martin V8 Vantage II Volante

Aston Martin Vantage II został zaprezentowany po raz pierwszy w 2017 roku.
Jesienią 2017 roku Aston Martin przedstawił pierwszą od 12 lat zupełnie nową generację modelu Vantage. Drugie wcielenie zostało utrzymane w zupełnie nowym języku stylistycznym marki i dzieli wiele wspólnych części z większym modelem DB11. Nadwozie zyskało bardziej awangardowe kształty, którą zdobią łuki i charakterystyczna "lotka" w tylnej części nadwozia. Atrapa chłodnicy została ulokowana niżej, logo producenta umieszczono nad nią, a reflektory zyskały bardziej strzelisty, wąski kształt. 
Kokpit utrzymano w podobnym stylu, co w większym DB11. Awangardowe kształty urozmaiciły kolorowe wstawki w tunelu środkowym, które mają taką samą barwę, jak dany kolor nadwozia. Pojawił się też nowy, dotykowy ekran do sterowania system multimedialnym, a ponadto - nawigacją, radiem i wyborem trybów jazdy.
Pod maskę Vantage II trafił 4-litrowy silnik V8 o mocy 510 KM i 685 Nm maksymalnego momentu obrotowego. Jednostka konstrukcji Mercedesa-AMG współpracuje z 8-biegową automatyczną skrzynią biegów i pozwala rozpędzić ważące 1500 kg auto do 100 km/h w 3,6 sekundy. Prędkość maksymalna to z kolei 313 km/h.

### Vantage w F1
W marcu 2021 roku ogłoszono, że po raz pierwszy od 25 lat na torach F1 w roli samochodu bezpieczeństwa wystąpi auto innej marki niż Mercedes. Wybrany został Aston Martin Vantage. Dwa tygodnie po ogłoszeniu tej nowiny, brytyjski producent samochodów zaprezentował seryjnie produkowanego Vantage'a w wersji F1 Edition. Na wzór samochodu bezpieczeństwa, zyskał on dodatkowych 25 KM, dzięki czemu legitymuje się mocą 535 KM. Osiągi nie uległy zmianie. W momencie debiutu, auto wyceniono na kwotę 160 000 euro w Niemczech i 142 000 funtów w Wielkiej Brytanii.

### Silniki
- V8 4.0l Mercedes-AMG
- V12 5.2l Aston Martin